# Femte potens
Inom aritmetiken och algebran är den femte potensen av ett tal z produkten av en multiplikation med fem likadana faktorer, alltså:
z5 = z × z × z × z × z
Femte potenser bildas också genom att multiplicera ett tal med sin fjärde potens eller kvadraten av ett tal med sin kub.
De första heltalen med femte potenser är:
0, 1, 32, 243, 1024, 3125, 7776, 16807, 32768, 59049, 100000, 161051, 248832, 371293, 537824, 759375, 1048576, 1419857, 1889568, 2476099, 3200000, 4084101, 5153632, 6436343, 7962624, 9765625, 11881376, 14348907, 17210368, 20511149, … (talföljd A000584 i OEIS)